# Maria Szymanowska
Maria Szymanowska, születési nevén Marianna Agata Wołowska (Varsó, 1789. december 14. – Szentpétervár, 1831. július 25.) lengyel zeneszerző, zongoraművész, zenepedagógus volt. Egyike volt a 19. század első zongoravirtuózainak. Végigutazta Európát, elsősorban az 1820-as években, mielőtt végleg letelepedett volna Szentpéterváron. Az orosz birodalmi fővárosban a cári udvar számára komponált, hangversenyeket adott, zenét tanított és befolyásos szalont vezetett.
Művei – elsősorban zongoradarabok, dalok és más kisebb kamaraművek, csakúgy mint az első lengyel hangversenyetűdök és noktürnök – a Chopin előtti korszak jellemző alkotásai. Ő volt az édesanyja Celina Szymanowskának, aki a lengyel romantikus költő, Adam Mickiewicz felesége lett.

## Fiatal évei
Marianna Agata Wołowska Varsóban született, 1789. december 14-én egy frankista zsidó, később katolizált család leszármazottjaként. Testvérei: Adam Ernest, Jan Ignacy, Aleksander Andrzej, Teodor és Elzbieta. Édesapjának, Franciszek Wołowskinak jól menő sörfőzdéje volt, a házaspár otthona pedig a lengyel nacionalisták titkos találkozóhelyévé vált. Gyakran látták vendégül az európai értelmiség és művészvilág képviselőit, köztük  volt Ferdinando Paër,  Franz Xaver Mozart, Karol Lipiński, Pierre Rode, Franciszek Lessel,  Karol Kurpiński, Angelica Catalani és Józef Elsner, aki később leányukat és Chopint is tanította. Gyermekéveinek és különösen zenei tanulmányainak történetéről kevés adat maradt fenn. Nyolcéves korában kezdett zongorát tanulni Antoni Lisowskitól és Tomasz Gremmtől, zeneszerzésre pedig Franciszek Lessel, Józef Elsner és Karol Kurpiński tanították. Az ifjú „Marynia”  – aki a varsói szalonokban már jól ismert volt –  első nyilvános hangversenyeit Varsóban és Párizsban adta, 1810-ben. Luigi Cherubini tisztelete jeléül neki ajánlotta C-dúr fantáziáját.
Ugyanabban az évben férjhez ment a földbirtokos Józef Szymanowskihoz, akitől három gyermeke született: Helena (1811–1861), aki egy Malewski nevű férfihoz ment feleségül, illetve az ikerpár, Celina és Romuald. Celina (1812-1855) lett a felesége Adam Mickiewicznek, a jeles költőnek, Romuald (1812–1840) pedig mérnök lett. A pár 1820-ban különvált, a gyermekek Mariánál maradtak. A házasság válással végződött, Józef Szymanowski 1832-ben halt meg.

## Az előadóművész

Karol Lipiński, a „lengyel Paganini”

Hivatásos előadóművészi karrierje 1815-ben kezdődött egy Radziwill herceg rezidenciáján adott koncerttel, majd Drezda, Bécs, Szentpétervár, London és Berlin következett. 1822-ben Oroszországba utazott. Főbb koncertállomásai voltak: Vilnius, Szentpétervár (ahol megismerkedett Hummellel és Fielddel), Moszkva, Riga, Kijev (ahol együtt lépett fel Lipińskivel, a „lengyel Paganini”vel) és Lvov. 1823 nyarán Karlsbadba és Marienbadba utazott, ahol hallotta őt Goethe, aki soha el nem múló csodálattal adózott iránta. Ugyanezen év október 27-én Goethe weimari házában is adott koncertet, mély benyomást téve vendéglátójára. Erről tanúskodik a költőfejedelem neki ajánlott Aussöhnung (Békítés) című verse és több levél, amelyben megemlékezik a művésznőről. Végigturnézta Németországot, több nagyvárosban adott nyilvános hangversenyt. 1824 áprilisában a Párizsi Konzervatóriumban lépett fel, a neves hegedűművésszel, Pierre Baillot-val.  Angliában koncerteket adott a Royal Philharmonic Societyben (1824. május 18.), a Hanover Square-ben (1824. június 11., a királyi család tagjainak jelenlétében), továbbá több angol herceg számára is. Azután Genfbe, majd Olaszországba utazott (Rossini ajánlólevelével). 1825 márciusában a Louvre-ban adott hangversenyt, majd Amszterdam és ismét London következett. Végül visszatért Varsóba, ahol  a Nemzeti Színházban diadalmaskodott 1827. január 15-én és február 7-én. A hallgatóságban ott ült egy különösen figyelmes fiatalember, a 17 éves Chopin is…
Játékát egyaránt kedvezően fogadta a kritika és a hallgatóság is: a finom hangzás, a virtuozitás és az operai szabadság iránti lírai érzék elismertséget hozott a számára. Valójában egyike volt a 19. század első hivatásos zongoravirtuózainak Európában. (Goethe egyik, Ottilie von Goethéhez írt levelében '„női Hummel”nek nevezte.) Szintén egyike volt az első zongoristáknak, akik nyilvános hangversenyeik repertoárját kotta nélkül adták elő, egy évtizeddel Liszt Ferenc és Clara Schumann előtt. 1827 novemberében Szentpétervárra utazott, ahol a cárnő udvari zongoristájaként munkálkodott.

## A komponista
Amint sokan kora női komponistái közül, ő is túlnyomórészt olyan hangszerekre írt zenét, amelyekhez hozzá tudott jutni: szóló zongoradarabokat és miniatűröket, dalokat és néhány kamaraművet. Műveit általában a pre-romantikus időszak stile brillante vonulatához és a lengyel szentimentalizmushoz sorolják. A Szymanowska-kutató, Sławomir Dobrzański a játékáról és zenetörténeti jelentőségéről ezt írja:

„Etűdjei és prelűdjei újító szellemben íródtak; a B-dúr noktürn a legérettebb zongoraműve; mazurkái a tánc stilizálásának első próbálkozásai közé tartoznak; a Fantázia és a Caprice a zongorajáték technikájának lenyűgöző szókincsével kápráztat el; polonézei a Michal Kleofas Ogiński által kialakított szerkesztésmód hagyományait követik. Zenei stílusa párhuzamba állítható Frédéric Chopin zeneszerzői indulásával: sok kompozíciója egyértelmű hatással volt az érett Chopin zenei nyelvezetére.”

– 2001, részlet az összefoglalóból

Amíg a zenetudósok vitáznak, hogy felfedezzék a hatását honfitársa, Chopin művészetében, előadóművészi és zeneszerzői pályafutása feltűnően előrevetíti Chopinét, a 19. századi virtuóz zongorista-zeneszerző tipikus képviselőjeként, akinek előadói kvalitásai nagyban kibővítették a zeneszerző eszköztárát is.

## Hírneve, emlékezete

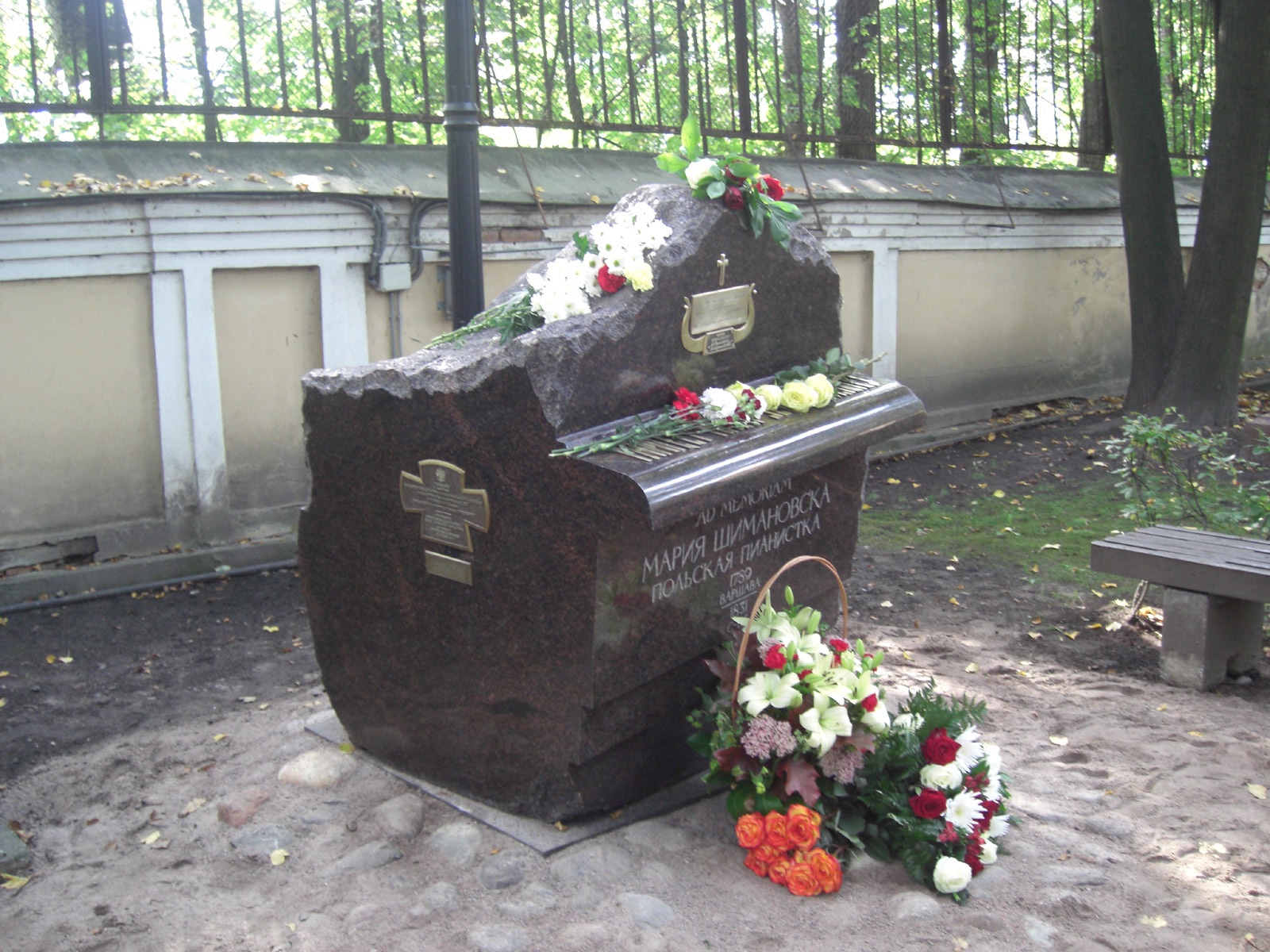
Szymanowska síremléke Szentpéterváron

Előadóművészi alkata és szentpétervári szalonja révén Szymanowska korának legjelesebb művészeivel került közeli ismeretségbe. Köztük volt Luigi Cherubini, Gioachino Rossini, Johann Nepomuk Hummel, John Field; Pierre Baillot, Giuditta Pasta; Johann Wolfgang von Goethe és Adam Mickiewicz. Hummel és Field műveket ajánlottak a számára, Goethéről pedig úgy hírlik, hogy szerelmes volt bele. Szentpétervári szalonja különösen előkelő sokaságot vonzott, ezzel is kiszélesítve udvari muzsikusi státusát.
Fiatalon, muzsikusi pályája teljében érte a halál, 1831. július 25-én, az Oroszországban pusztító kolerajárvány következtében.
2010. szeptember 25-én síremléket (kenotáfiumot) emeltek a tiszteletére Szentpéterváron, az Alekszandr Nyevszkij-kolostor közelében, 2013. június 27-én pedig emléktáblát avattak az Italjanszkaja ulica 15. szám alatti ház falán, amelyben 1828–1831 között lakott.

## Művei
- Divertimento hegedűre és zongorára (Lipcse, Breitkopf & Härtel)
- Szerenád csellóra és zongorára (Lipcse, Breitkopf & Härtel)
- Téma variációkkal hegedűre és zongorára (elveszett)
- Caprice Gioconda románca alapján zongorára, Jogh Fieldnek ajánlva (Lipcse, Breitkopf & Härtel)
- Paris, Cotillon[5] zongorára (Párizs, Henry)
- Polonéz zongorára (Párizs, Henry)
- 18 különféle tánc zongorára, ajánlás: Wiasemsky (született: Gagarin) hercegnének, (Lipcse, Breitkopf & Härtel)
- 20 gyakorlat és prelűd zongorára[6] (Lipcse, Breitkopf & Härtel)
- Fantázia zongorára (Lipcse, Breitkopf & Härtel)
- 6 induló zongorára (Lipcse, Breitkopf & Härtel)
- 24 mazurka zongorára (Lipcse, Breitkopf & Härtel)
- Le Murmur, noktürn zongorára[7] (Paris, Henry)
- G-dúr noktürn zongorára  (Kézirat, Szentpétervár város archívuma)
- F-moll polonéz zongorára  (Lipcse, Breitkopf & Härtel)
- G-dúr prelűd zongorára (Kézirat, Krakkó Jagelló-könyvtár)
- Románc zongorára  (Lipcse, Breitkopf & Härtel)
- Téma és variációk g-mollban, zongorára (Kézirat, Krakkó Jagelló-könyvtár)
- D-moll keringő zongorára (Kézirat, Krakkó Jagelló-könyvtár)
- Nagy keringő zongorára  (Lipcse, Breitkopf & Härtel)
- Négy keringő zongorára (Varsó, L. Letronne)
- Esz-dúr keringő zongorára (elveszett)
- Hat menüett zongorára, (Lipcse, Breitkopf & Härtel)
- E-dúr menüett zongorára (Kézirat)
- Etűdök (A-dúr, Esz-dúr, d-moll, d-moll, E-dúr, C-dúr, Esz-dúr) zongorára (Kézirat)
- Eltávozás, énekhangra és zongorára (M. Cervantes)
- Mazurka énekhangra és zongorára (A. Górecki), L. Letronne, Varsó 1822
- W tych przysionkach szczescie gosci, énekhangra és zongorára (F. Skarbek) [Kézirat, Párizs, Mickiewicz Múzeum]
- Románc Joséphine-nek énekhangra és zongorára (Kézirat, Krakkó Jagelló-könyvtár)
- Hat románc énekhangra és zongorára (William Shakespeare, Saint Onge, Fr. Y. de Bernis), Lipcse, Breitkopf & Härtel
- Spiewka na powrót wojsk polskich (Dalocska a lengyel csapatok visszatérésére) énekhangra és zongorára (L.A. Dmuszewski)  L. Letronne, Varsó 1822
- Piec spiewów historycznych (5 historikus dal) énekhangra és zongorára
- Három dal énekhangra és zongorára: Jadwiga, Królowa Polska;  Jan Albrycht; Duma o kniaziu Michale Glinskim (Varsó 1816)
- Két dal énekhangra és zongorára : Kazimierz Wielki ; Stefan Czarniecki (Kézirat, Krakkó Jagelló-könyvtár)
- Switezianka (Adam Mickiewicz) énekhangra és zongorára[8] (Moszkva, K. Wenzel)
- Három dal (Adam Mickiewicz) énekhangra és zongorára (Kijev-Ogyessza, B. Koreywo)

## Diszkográfia
- Maria Szymanowska: Complete Piano Works. Sławomir P. Dobrzański, piano. Acte Préalable, 2013.
- Maria Szymanowska: Piano Works.  Anna Ciborowska, piano.  Dux, 2004.
- Szymanowska: Album. Carole Carniel, piano.  Ligia Digital, 2005.
- Chopin und Polish Piano.  Jean-Pierre Armengaud, piano.  Man, 2001.  (Includes works by other composers as well.)
- Inspiration to Chopin.  Karina Wisniewska, piano.  Denon, 2000.
- Riches and Rags: A Wealth of Piano Music by Women. Nancy Fierro, piano. Ars Musica Poloniae, 1993. (Includes works by other composers.)

## Fordítás
Ez a szócikk részben vagy egészben  a   Maria Agata Szymanowska című angol Wikipédia-szócikk ezen változatának fordításán alapul.  Az eredeti cikk szerkesztőit annak laptörténete sorolja fel. Ez a jelzés csupán a megfogalmazás eredetét és a szerzői jogokat jelzi, nem szolgál a cikkben szereplő információk forrásmegjelöléseként.